# Cehegín
Cehegín é um município da Espanha na província e comunidade autónoma de Múrcia. Tem 292,7 km² de área e em 2021 tinha 14 798 habitantes (densidade: 50,6 hab./km²).

## Demografia
| Variação demográfica do município entre 191 e 2004 | Variação demográfica do município entre 191 e 2004 | Variação demográfica do município entre 191 e 2004 | Variação demográfica do município entre 191 e 2004 |
| -------------------------------------------------- | -------------------------------------------------- | -------------------------------------------------- | -------------------------------------------------- |
| 1991                                               | 1996                                               | 2001                                               | 2004                                               |
| 13614                                              | 14085                                              | 14418                                              | 14804                                              |